# Bartel BM-2
Bartel BM-2 (pierwotnie Bartel M-2) – prototyp polskiego samolotu treningowego, zaprojektowany przez Ryszarda Bartla w 1926 r. w WWS „Samolot”. „M” w pierwotnej nazwie oznacza imię Maryla, imię żony Bartla.

## Historia
Wytwórnia podjęła się opracowania takiego samolotu, a projektem zajął się inż. Ryszard Bartel wraz z J. Teisseyre, J. Medweckim i Z. Nowakowskim. Przyjęto, że samolot powinien cechować się: prostotą, łatwością produkcji, zastosowaniem materiałów krajowych, standaryzacją części w celu spełnienia warunków pełnej wymienności, dobrymi właściwościami pilotażowymi, nieskomplikowaną eksploatacją i obsługą. Stosunkowo szybko opracowano projekt i oznaczono go BM-2 (skrót złożony z pierwszej litery nazwiska konstruktora i imienia jego żony Maryli).
W maju 1926 roku przeprowadzono próby statyczne, a cały prototyp był gotowy w grudniu 1926 roku. Oblatał go 7 grudnia 1926 pilot fabryczny Edmund Hołodyński. Wykonano na nim około 150 lotów w czasie 80 godzin. Prototyp wykazał dużo zalet, jak dobre właściwości pilotażowe, stateczność, brak tendencji do samoistnego wchodzenia w korkociąg (wprowadzony zaś w tę figurę samolot łatwo można było z niej wyprowadzić), nieskomplikowany start i lądowanie. 
Ponieważ próby fabryczne, jak i przeprowadzone w Instytucie Badań Technicznych Lotnictwa w Warszawie, wykazały obok zalet także możliwości dalszych udoskonaleń jego konstrukcji, podjęto decyzję o nieuruchamianiu produkcji seryjnej i wykonaniu na bazie tego samolotu doskonalszej wersji samolotu szkolnego - Bartel BM-4.

## Opis konstrukcji
Prototyp samolotu Bartel BM-2 miał układ dwupłatu i był napędzany silnikiem gwiazdowym Salmson 9Ac o mocy 120 KM (88 kW). Cechą charakterystyczną prototypu (podobnie jak następnych konstrukcji inż. Ryszarda Bartla) ze względu na pełną wymienialność zespołów, były identyczne skrzydła górne i dolne, co przy ich rozmieszczeniu dawało wrażenie większej rozpiętości płata dolnego. Płaty o kształcie prostokątnym, dwudźwigarowe drewniane, kryte od dołu sklejką, od góry płótnem. Kadłub o konstrukcji kratownicowej, drewnianej, z przodu mieścił silnik gwiazdowy. Za silnikiem znajdowały się dwa zbiorniki paliwa o pojemności 120 litrów. W środkowej części kadłuba znajdowały się umieszczone jedna za drugą dwie odkryte kabiny: pierwsza ucznia, druga instruktora. Obydwie wyposażone były w urządzenia sterownicze; kabina ucznia ponadto miała tablicę z przyrządami pokładowymi. Na końcu kadłuba przytwierdzono usterzenie klasyczne o konstrukcji ze spawanych rur stalowych, kryte płótnem. Kadłub z przodu przy silniku był pokryty blachą aluminiową, w dalszej części – sklejką.

## Dane techniczne
Dane z: Bartel BM-2, 1926 , Polskie konstrukcje lotnicze do 1939 
Charakterystyki ogólne
- Załoga: 2
- Długość: 7,8 m
- Wysokość: 3,16 (2,95[3] , 3,08[4] ) m
- Rozpiętość: 11,77 m
- Powierzchnia skrzydeł: 28,6 m²
- Masa własna: 695 kg
- Masa użyteczna: 275 kg
- Masa całkowita: 970 kg
- Napęd: 1 × chłodzony cieczą silnik gwiazdowy Salmson 9AC o mocy 120 KM

Osiągi
- Prędkość maksymalna: 128 km/h
- Prędkość przelotowa: 100 km/h
- Prędkość minimalna: 65 km/h
- Zasięg: 320 (ok. 300[3] ) km
- Pułap: 4000 m
- Prędkość wznoszenia: 2,9 m/s
- Obciążenie powierzchni: 33,8 kg/m²
- Moc/masa: 0,093 kW/kg